# Automatic Warning System

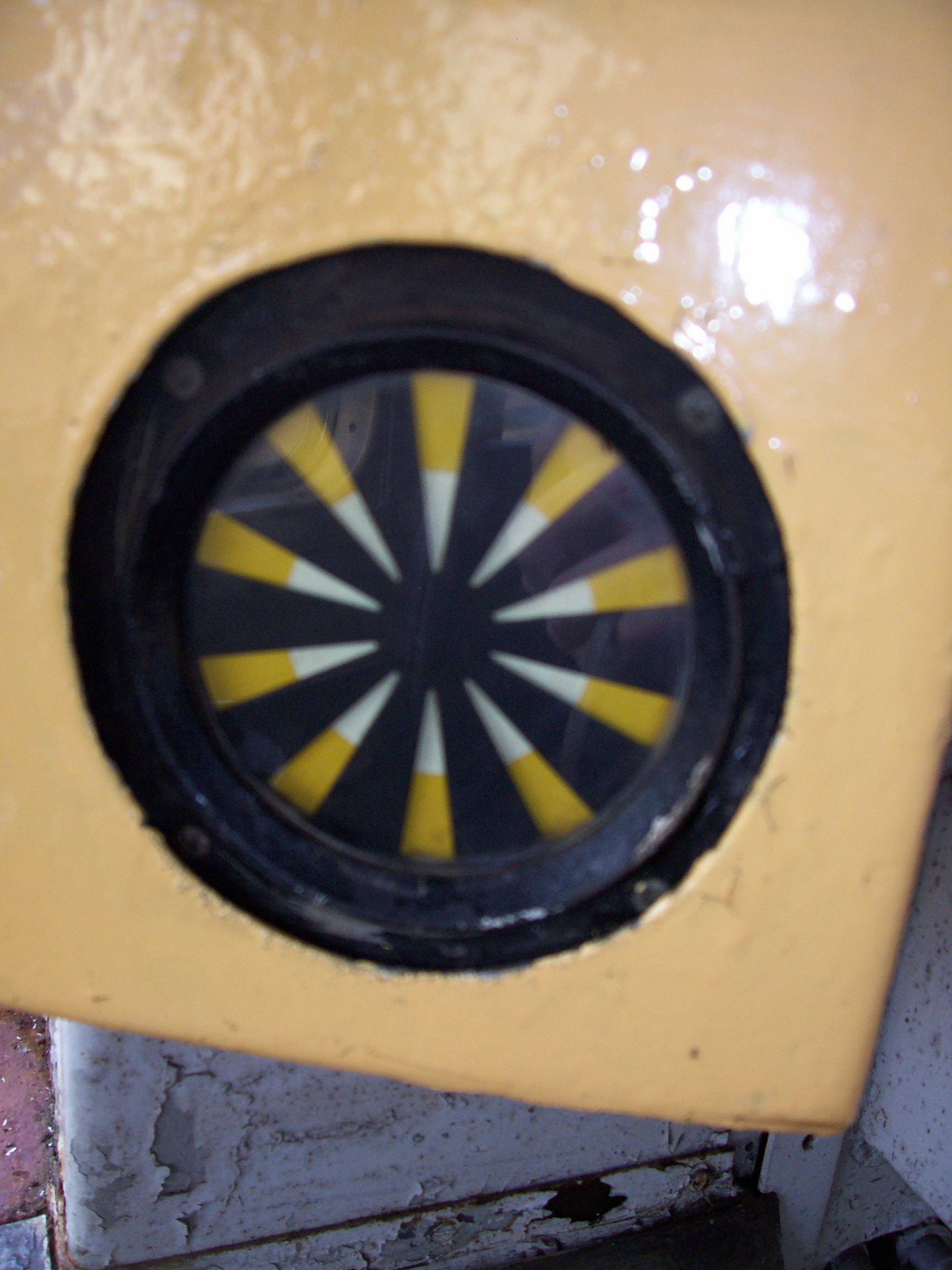
Indikátor AWS na stanovišti strojvedoucího

Automatic Warning System (AWS) je vlakový zabezpečovač zavedený do provozu ve Velké Británii roku 1948. Byl založen na systému „Strowger-Hudd“, který roku 1930 vyvinul Alfred Ernest Hudd. Postupně nahradil dřívější systém z roku 1906 zavedený u Great Western Railway, který byl založen na galvanickém kontaktu mezi vozidlovou a traťovou částí. Od roku 1956 je standardně používán pro celou železniční síť. Tento systém využívají i jiné železniční správy - např. indické železnice.

## British Rail AWS

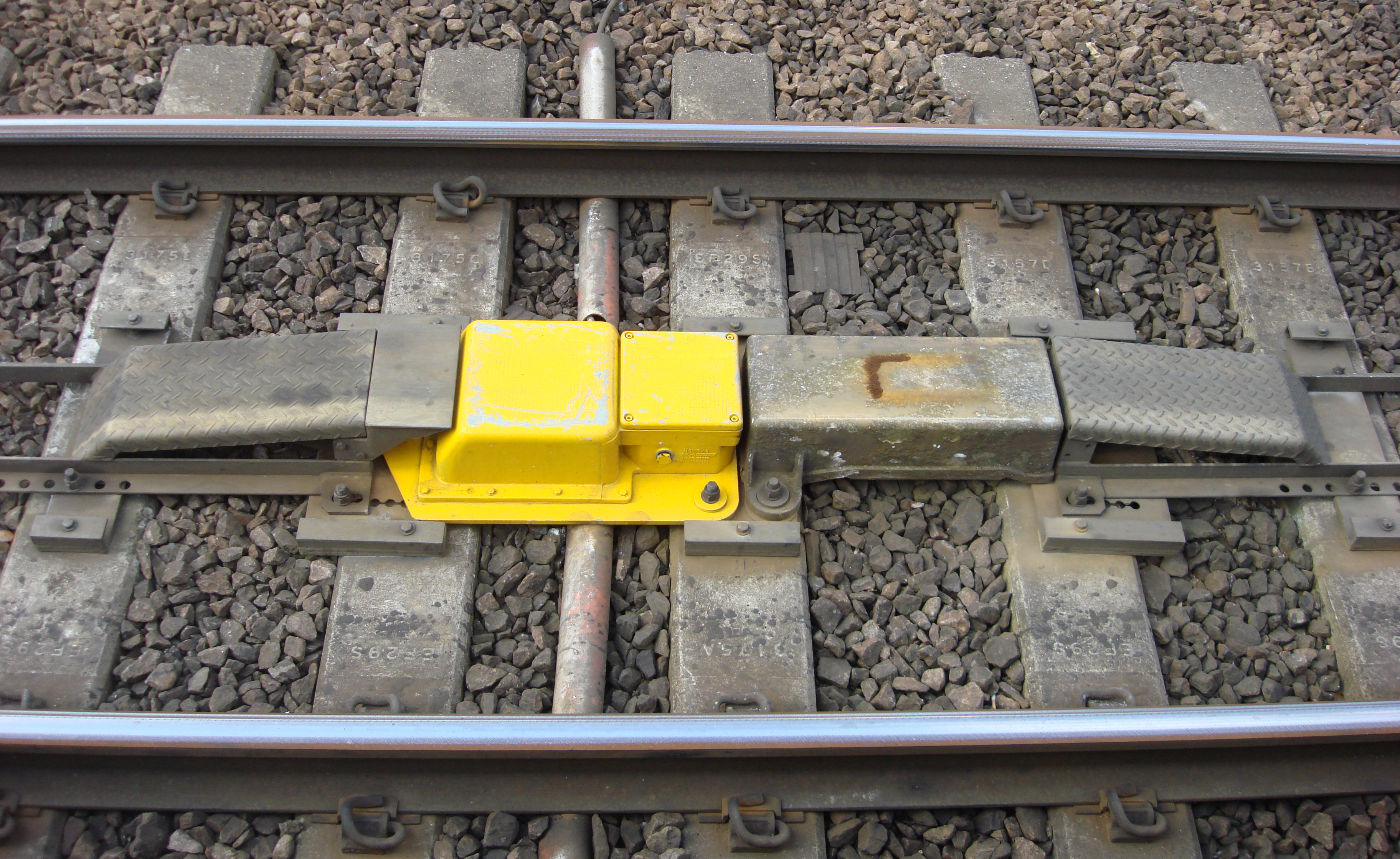
Induktor AWS

### Traťová část BR AWS se skládá z
- permanentního magnetu v ose koleje
- elektromagnetu s opačným pólem v ose koleje za permanentím magnetem ve směru jízdy.

### Vozidlová část BR AWS se skládá z
- ukazatele na stanovišti strojvedoucího v podobě žlutého světla s černým ornamentem označovaného jako „AWS slunečnice“
- řídící jednotky s vazbou na vlakovou brzdu
- potvrzujícího tlačítka na stanovišti strojvedoucího
- ovládacího panelu

## Popis funkce
AWS předává strojvedoucímu informaci o postavení následujícího návěstidla. K přenosu této informace dochází obvykle ve vzdálenosti cca 180 m (200 yardů) před návěstidlem. K přenosu dochází magnetickou cestou ze schránky umístěné v ose koleje. Tato schránka se nazývá AWS induktor nebo lidově AWS rampa podle ochranných náběhů - ramp na jejích koncích.
Pokud následující návěstidlo ukazuje návěst volno, elektromagnetem prochází proud. Při průjezdu nad AWS rampou přijde nejprve od permanentního magnetu signál ke spuštění výstrahy, který je vzápětí zrušen elektromagnetem. K tomuto zrušení musí dojít během 1 s, jinak dojde ke spuštění výstrahy. Na průjezd přes rampu AWS signalizující volno je strojvedoucí upozorněn zvonkem, nemusí však nijak reagovat. Optický ukazatel zůstává zhaslý, případně zhasne, pokud svítil.
Pokud je na následujícím návěstidle návěst omezující jízdu, elektromagnet je odpojen a tedy nedojde ke zrušení výstrahy spuštěné permanentním magnetem. Po jedné sekundě se rozezní houkačka. Strojvedoucí musí během následující 1,5 s obsloužit tlačítko, jinak dojde k samočinnému zaúčinkování vlakové brzdy. Po obsloužení tlačítka houkačka zmlkne a rozsvítí se optický ukazatel, který strojvedoucímu připomíná, že jede na návěst výstraha. Systém pracuje spolehlivě až do rychlosti 3 km/h, při rychlosti nižší se houkačka rozezní i v poloze volno, ale zmlkne při průjezdu nad elektromagnetem. Ukazatel přitom zůstane zhaslý.
Systém je bezpečný při poruše. V případě selhání elektromagnetu dostane výstrahu každé vozidlo. Systém trpí jednou nevýhodou - při použití na jednokolejných tratích nebo při jízdě vlaku po nesprávné koleji dostává strojvůdce výstrahu při průjezdu přes každou AWS rampu opačného směru. Tuto nevýhodu odstraňuje další elektromagnet umístěný u permanentního magnetu. Pokud je nabuzen, ruší magnetické pole permanentního magnetu. Levnější alternativou je umístění traťových značek upozorňujících na neplatnost výstrahy pro daný směr - tyto značky mají podobu modré tabule s bílým ondřejským křížem, případně žluté desky s černým křížem, pokud je toto spojeno s dočasným omezením rychlosti.
Dříve byl AWS systém instalován pouze u předvěstí, při používání víceznakých návěstidel je umístěn před každým návěstidlem (někdy i před zastávkami). Všechny návěsti kromě volna spustí výstrahu.

### Nevýhody systému
Tento systém indikuje pouze dva stavy návěstidla - je volno a není volno. Také může být snadno překonán navyklou reakcí strojvedoucí(ho), zvláště při jízdě „na dvě žluté“ (tzn. přespříští návěstidlo v poloze stůj) v několika následujících úsecích. To mělo za následek již mnoho těžkých nehod. Také nedojde k samočinnému zastavení vlaku při projetí návěsti stůj. Tuto nevýhodu odstraňuje až novější systém TPWS.